# Pontiac Torrent
La Torrent è un'autovettura prodotta dalla Pontiac dal 2005 al 2009.

## Storia
Il modello venne offerto con un solo tipo di carrozzeria, crossover SUV quattro porte. Faceva parte della categoria delle vetture mid-size, e sostituì la Pontiac Aztek.
La Torrent era assemblata dalla CAMI Automotive ad Ingersoll, in Canada, ed era sostanzialmente una Chevrolet Equinox costruita sul pianale Theta della General Motors. La Torrent venne introdotta al salone dell'automobile di Los Angeles e fu in vendita dall'estate del 2005.
La Torrent condivideva la struttura della carrozzeria e la meccanica con la Equinox. Comunque, l'aspetto esteriore della parte anteriore e della parte posteriore della Torrent ricordava quello dei modelli Pontiac, piuttosto che quello delle vetture Chevrolet. Anche le sospensioni furono modificate in modo da risultare più rigide e sportiveggianti, e furono denominate FE2. Il servosterzo a gestione elettronica venne ricalibrato per offrire un feeling di guida meno artificioso e più diretto. Con la Equinox, la Torrent condivideva un motore V6 da 3,4 L e da 185 CV di potenza, che era fabbricato in Cina, ed era installato anteriormente. Esso era accoppiato con un cambio automatico Aisin AF33 a cinque rapporti assemblato in Giappone. La trazione era anteriore oppure integrale.
Una Pontiac Torrent era il premio della versione statunitense del programma televisivo Survivor (edizione del 2005), e della trasmissione Criss Angel Mindfreak  dello stesso anno.

## L'allestimento GXP

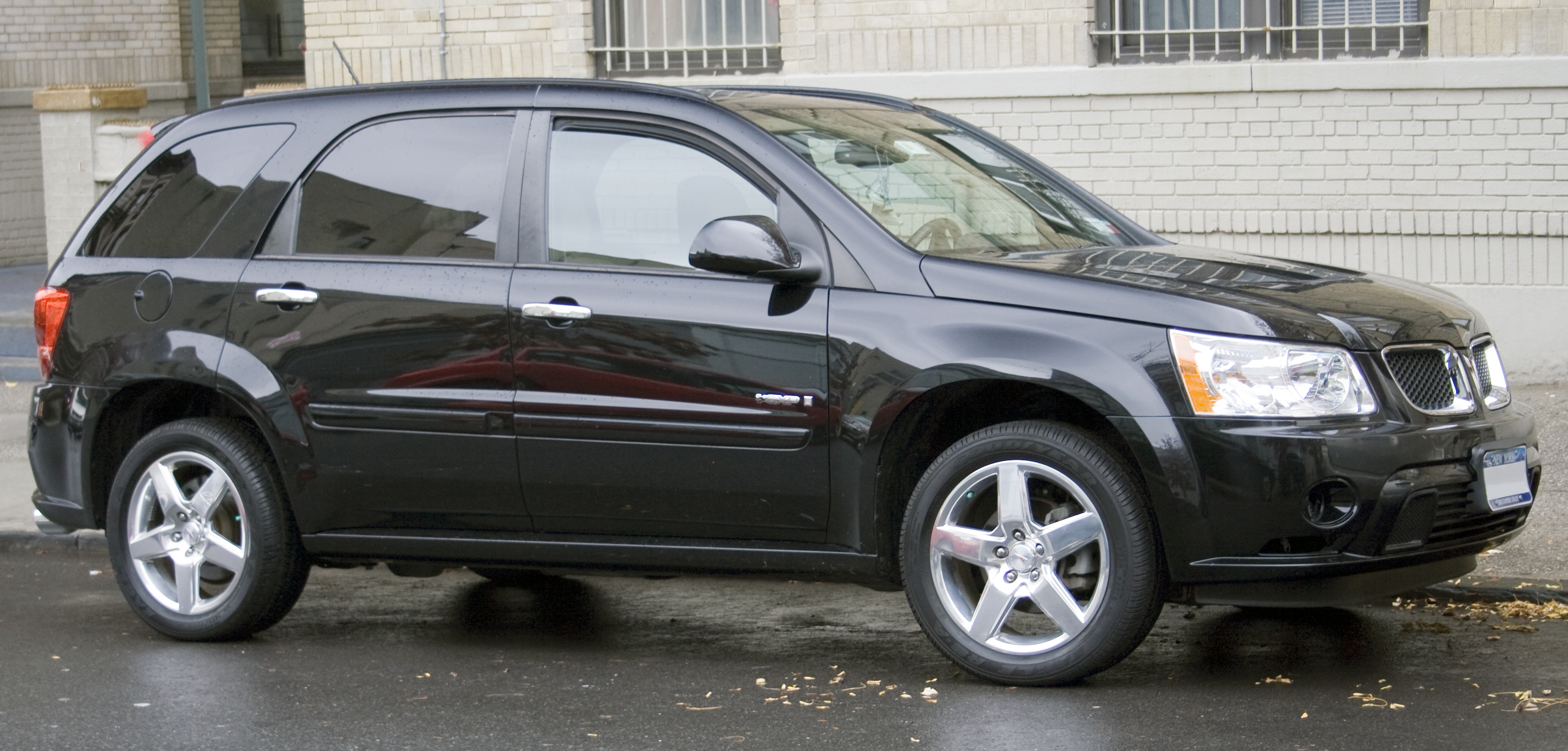
Una Pontiac Torrent GXP del 2008

L'allestimento GXP prevedeva un cambio automatico a sei rapporti GM 6T70 (con possibilità di funzionamento in modalità sequenziale) ed un motore V6 da 3,6 L e distribuzione a doppio albero a camme in testa che erogava 264 CV di potenza. L'equipaggiamento correlato a questo allestimento comprendeva anche cerchioni cromati da 18 pollici, una doppia presa d'aria sul cofano, oltre che una parte anteriore ed una posteriore peculiari. La Torrent GXP venne ribassata di 25 mm, così da cagionare un'altezza dal suolo di 170 mm. La sensazione di ribassamento del corpo vettura fu accentuata dalla presenza dei cerchi da 18 pollici, e la mancanza del portapacchi sul tetto conferì, alla GXP, una linea più fluida di quella delle altre Torrent.
La GXP aveva in dotazione anche delle sospensioni ad alte prestazioni, un servosterzo ad assistenza idraulica (opposto a quindi a quello delle Torrent standard, che era elettronico), degli interni arricchiti da finiture cromate e di colore nero, e un doppio scarico con terminali cromati. L'offerta degli optional comprendeva il navigatore satellitare, i sedili sportivi riscaldabili, un lettore DVD ed il tettuccio apribile.
La GXP fu disponibile nei concessionari dalla fine del 2007.

## Podium Edition

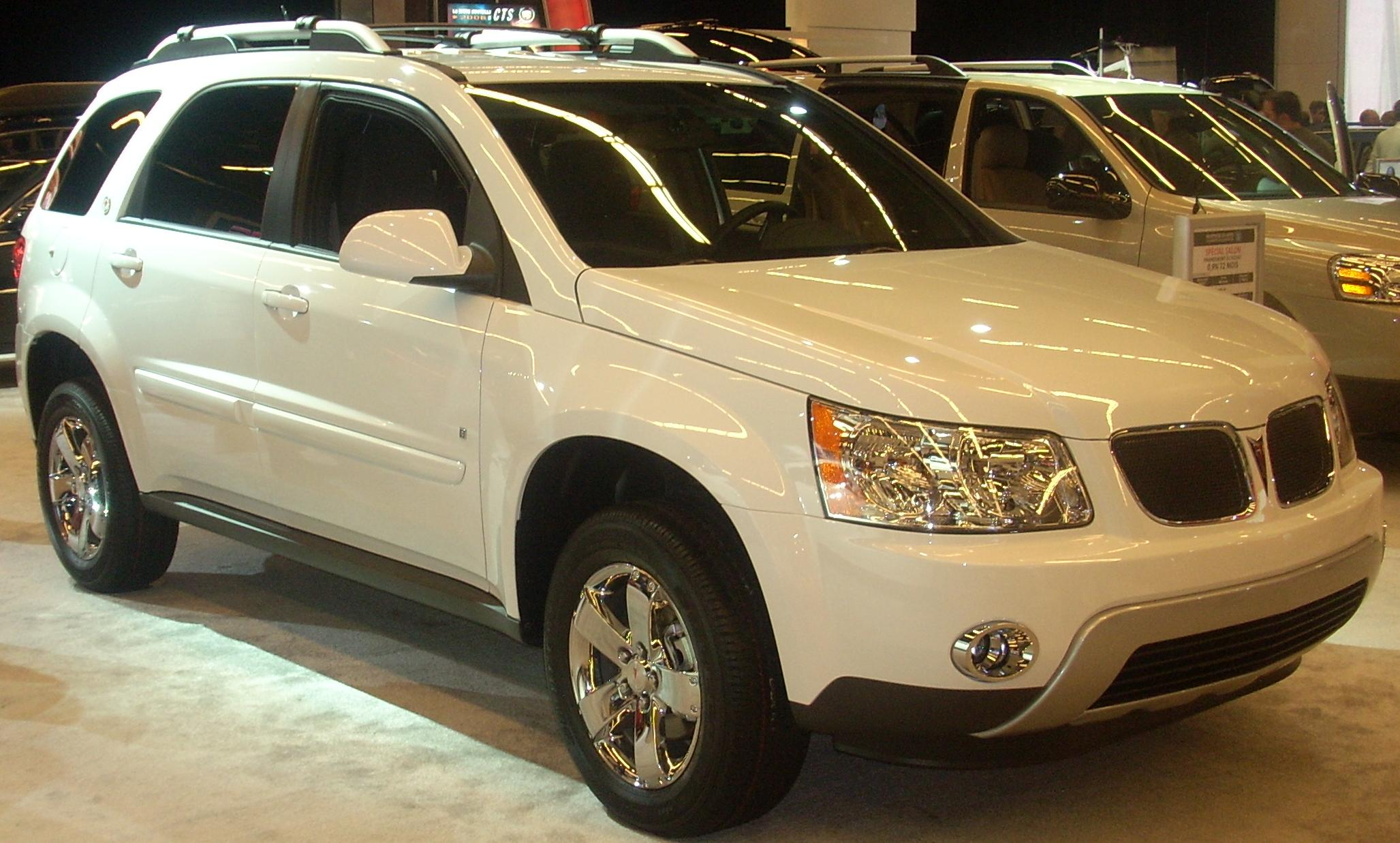
Una Pontiac Torrent Podium Edition del 2008

Per il model year 2008, la Torrent fu disponibile anche con l'allestimento Podium Edition. Fu una versione offerta per i XXI Giochi olimpici invernali di Vancouver. Questo allestimento venne venduto solo in Canada.

## La fine della produzione
La produzione della Torrent terminò nel model year 2009 dopo che la General Motors tolse il marchio Pontiac dai mercati. Per sostituire la Torrent, la General Motors ipotizzò inizialmente alla commercializzazione di un crossover SUV della Buick, anch'esso basato sul pianale Theta. Invece, la General Motors trasferì la Torrent al marchio GMC, rinominandola GMC Terrain. La Terrain sostituì la GMC Envoy e la Isuzu Ascender (che era essenzialmente una GMC Envoy rimarchiata). La Isuzu lasciò infatti il mercato statunitense dopo il 2009. Come la Torrent, anche la GMC Terrain era basata sulla piattaforma Theta.

## Motori
| Anni      | Motore                        | Potenza | Coppia  |
| --------- | ----------------------------- | ------- | ------- |
| 2006–2009 | LNJ V6 da 3,4 L di cilindrata | 185 CV  | 285 N•m |
| 2008–2009 | LY7 V6 da 3.6 L               | 264 hp  | 339 N•m |

## Le vendite negli Stati Uniti
| Anno   | Esemplari |
| ------ | --------- |
| 2005   | 10.303    |
| 2006   | 43.174    |
| 2007   | 32,644    |
| 2008   | 20.625    |
| 2009   | 9.638     |
| Totale | 106.746   |